# Soulèvement bahreïnien
Le soulèvement bahreïnien (en arabe الاحتجاجات البحرينية 2011) est une vague de contestations populaires, sociales et politiques, commençant le 14 février 2011, qui sont marquées par un pacifisme à toute épreuve malgré une répression féroce,, une forte grève générale de 10 jours et une intervention extérieure conservatrice. Le mouvement de contestation, qui a perdu en intensité, perdure depuis plus de trois ans.
Dans un contexte révolutionnaire dans les pays arabes, les réussites de la révolution tunisienne et de la révolution égyptienne jouent un rôle déterminant dans le déclenchement de la révolte, mais aussi dans la détermination des dirigeants bahreïniens à conduire une répression forte et rapide. Comme dans les autres révolutions arabes, la jeunesse connectée joue un rôle essentiel ; certains de ces jeunes, membres de la Bahrain Youth Society for Human Rights, ont reçu une formation du groupe Otpor, comme certains révolutionnaires égyptiens. Les manifestants demandent plus de liberté et de démocratie, un meilleur respect des droits de l'homme, mais portent aussi des revendications socio-économiques. Le régime monarchique est lui-même remis en cause. Après une semaine d’escarmouches meurtrières entre policiers et manifestants, ceux-ci parviennent à s’installer au cœur de la capitale, sur la symbolique place de la Perle. Après trois semaines de forte mobilisation populaire, la famille royale fait intervenir l’armée, renforcée par des troupes saoudiennes et émiraties du Bouclier de la Péninsule — la branche militaire du Conseil de coopération du Golfe — qui permettent au roi d’écraser l'opposition. La monarchie saoudienne impose ainsi son hégémonie sur la région mais cette répression accentue les antagonismes entre communautés et classes à l’intérieur du pays.
La répression est essentiellement tournée contre les chiites, bien que le facteur confessionnel n'ait joué qu'un rôle secondaire dans le soulèvement : c'est par simplification qu'on oppose une monarchie et une minorité sunnites à la majorité chiite de la population, les lignes de front à l'intérieur de la population étant situées ailleurs. Les procès des manifestants arrêtés par des tribunaux militaires commencent au mois d’avril. Bien que le gouvernement lève l'état d'urgence le 1er juin, les opposants continuent de se rassembler pour manifester. Après deux ans de répression, le bilan s'établit à plus de 82 morts, dont 9 enfants. À partir de fin 2013, les manifestations continuant d'éclater régulièrement, le pouvoir a durci la répression, recourant à la peine de mort. Deux tentatives de négociations avaient été entamées, et ont toutes les deux échoué.

## Contexte
La dynastie au pouvoir au Bahreïn est de confession sunnite. Elle a peu d'éléments communs avec la majorité de la population de l'archipel, qui est de confession chiite.

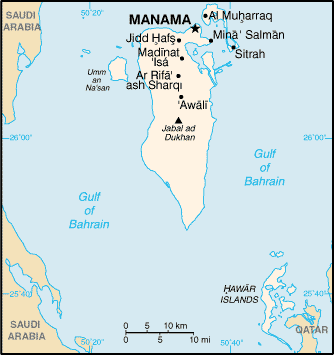
Carte de Bahreïn dans le golfe Persique.

### Économie et situation géopolitique
Bahreïn est un petit royaume du golfe Persique et gouverné par la famille Al-Khalifa. Le pays a presque épuisé ses réserves de pétrole,. Il est ainsi sous quasi-protectorat de l’Arabie saoudite, dont la compagnie pétrolière, Aramco, exploite le seul champ pétrolier encore en activité à Bahreïn, celui d’Abou Safaa. La majeure partie des revenus de l’État bahreïnien provenant de ce champ, le régime dépend donc de la bonne volonté de son voisin à lui reverser sa part des bénéfices. L’exploitation du pétrole est complétée par le raffinage, Bahreïn étant un raffineur important du pétrole saoudien. L’économie bahreïnienne s’est diversifiée dès les années 1970 :
- dans les services bancaires : avec 470 établissements financiers présents à Bahreïn (25 % du PIB), le royaume est la principale place financière du Golfe[23] ;
- l’industrie de l’aluminium (avec la fonderie Alba)[22] ;
- l’immobilier de luxe et le tourisme, mais cette diversification a moins bien fonctionné que dans les Émirats arabes unis[24].

Manama, la capitale, est le port d'attache de la Cinquième flotte américaine, qui sécurise les approvisionnements pétroliers des États-Unis : 1 500 soldats américains sont déployés en permanence à Bahreïn. Ce petit royaume est aussi un rempart contre l'influence et l'activisme de l'Iran,.
Bien qu’officiellement le chômage ne concerne que 4 000 personnes (3 % de la population active), le taux de chômage réel doit se situer entre 15,, et 30 % de la population active, les chiites et les jeunes (40 % de chômeurs) étant plus particulièrement touchés. Cette question sociale est le principal enjeu de la révolution bahreïnienne, même si la famille royale tente de confessionnaliser le conflit. La famille royale est de confession sunnite, mais la communauté chiite, majoritaire (environ 70 % de la population), est victime de discriminations dans l'accès au logement, aux soins et aux emplois dans la fonction publique (les emplois dans la sécurité lui sont interdits, par exemple). Le régime privilégie les immigrés de religion sunnite, y compris dans les naturalisations, afin de renforcer la communauté sunnite censée le soutenir, et encourage la discrimination, selon le Monde diplomatique.

### Historique de la situation politique interne
Une intifada a été menée pour obtenir le retour à une monarchie constitutionnelle, de novembre 1994 à 2001,. La répression fait des dizaines de morts. L’accession au trône de Hamed bin Isa Al-Khalifa semble l'occasion d'une certaine ouverture démocratique. L'intifada se termine avec la signature de la Charte d'action nationale, qui contient d'importantes réformes politiques. Cette charte est approuvée par référendum à 98 %. Mais un an après le référendum, l’émir se proclame roi et impose des réformes constitutionnelles qui lui permettent de garder le contrôle (notamment, il nomme la moitié des 80 parlementaires),. La famille royale semble ouverte à une libéralisation du régime (c’est elle qui pousse à libérer les prisonniers politiques), mais le premier ministre, cheikh Khalifa (l'oncle du roi), est opposé à toute négociation,. Cheikh Khalifa est lui aussi contesté : il est Premier ministre depuis plus de quarante ans, et c’est aussi l’une des personnalités les plus riches et les plus corrompues du Golfe. Alors que la famille royale conserve l’essentiel des pouvoirs, la vie politique est animée par la présence de deux partis d’opposition puissants, un de gauche laïc (Al Waad) et l’autre chiite (Al Wefaq), le seul qui participe aux institutions.
Depuis deux ans, le régime est redevenu très répressif, et les élections de 2010 sont boycottées par Al Haq. Les manifestations de début 2010 se soldent par l’arrestation de 25 opposants. Fin 2010, le parti Al Wefaq recueille 64 % des voix, mais seulement 18 des 40 parlementaires élus. Ce déséquilibre s'explique par un découpage politique conçu pour réduire le nombre de sièges susceptibles d’être gagnés par l'opposition : ainsi, les circonscriptions à majorité chiite sont dimensionnées pour être jusqu'à six fois plus peuplées que celles considérées comme loyalistes. Un courant d'opposition républicain se développe.

### Prémices duprintemps arabeà Bahreïn
Alors que le « printemps arabe » secoue l’Afrique du Nord et le Moyen-Orient, 1 300 ouvriers indiens du bâtiment de l’entreprise GP Zachariades, font grève pendant une semaine, à partir du 5 février. Pour prévenir l’arrivée du « printemps », le roi Hamed de Bahreïn annonce le 11 février, la distribution de 1 000 dinars bahreïniens (environ 2 000 euros) à toutes les familles du pays. Pour la chaîne satellitaire Al Jazeera, c'est une tentative d'apaisement, les autorités redoutant une « contagion » après les révolutions en Tunisie et en Égypte. Cette mesure s’accompagne de la baisse de 25 % des remboursements des bénéficiaires de programme d’accès au logement et de la promesse de la création de 20 000 emplois.
Outre la présence américaine, l’Arabie saoudite fait peser une menace d’intervention, qui serait facilitée par le pont reliant l’île au continent. L’armée est commandée par cheikh Hamad, prince héritier.

## Les protestations

### Début des manifestations et premières répressions
Suivant les exemples tunisien et égyptien, les manifestants se rassemblent l'après-midi du 14 février au centre de Manama, la capitale de Bahreïn, pour le Jour de la colère, malgré une forte présence policière et des survols en hélicoptères,. Les manifestants revendiquent un régime démocratique et plus d’égalité, y compris dans la répartition des richesses. Les chiites sont en effet discriminés dans l’accès aux emplois dans l’administration et les entreprises publiques, et plus touchés par le chômage (20 à 30 % de la population totale selon l’opposition). Comme en Tunisie et en Égypte, les jeunes diplômés sont encore plus touchés par le chômage, qui devient alors leur préoccupation exclusive. Les revendications économiques sont assez largement secondaires selon Narrimane Benakcha, la rente pétrolière et la faible population permettant d’assurer un niveau de vie satisfaisant à la population. D’autres manifestations ont lieu dans les campagnes de Bahreïn. La répression de cette première journée de manifestations fait plus de 20 blessés et au moins un mort.
Les manifestations anti-gouvernementales continuent le mardi 15 février, malgré l'interdiction. Quelques centaines de personnes défilent,. Le roi présente immédiatement des excuses pour la mort d’un manifestant, mais la répression continue et fait un nouveau mort. Les élus de l'opposition majoritairement chiites annoncent, le 15 février, qu'ils se retirent du Parlement pour protester contre la violence de la répression. Plusieurs milliers de manifestants passent la nuit dans un campement improvisé sur la place de la Perle, pour en faire un symbole du mouvement à l'image de la place Tahrir au Caire.
Les manifestants continuent de défiler dans les rues le 16 février, et accompagnent en cortège la dépouille d’un manifestant, mort sous les balles de la police.
Des chars et des véhicules de police ont fait leur apparition dans les rues de Manama le 17 février. L’assaut des policiers anti-émeutes pour disperser les manifestants qui occupent la place de la Perle, fait au moins cinq morts, certains manifestants sont tués sous leur tente, dans leur sommeil,. La répression est particulièrement féroce : les manifestants sont passés à tabac ou tués à bout portant ; des camions frigorifiques avaient été prévus pour évacuer les morts. Quelques affrontements entre les policiers et les manifestants se poursuivent dans la journée.
L'armée et la police tirent sur des manifestants, faisant des dizaines de blessés, le 18 février. Les coups de feu intervenaient lors d'une journée de deuil durant laquelle des milliers de chiites ont enterré plusieurs victimes des jours précédents. Les tirs sont survenus alors que le prince héritier s'exprimait à la télévision nationale pour promettre un dialogue avec l'opposition. Les affrontements font 7 morts du 14 au 18 février.

### Un mois d’amplification du mouvement non-violent
Le 19 février, les manifestants reprennent la place de la Perle. Cette occupation dure sans interruption jusqu'au 16 mars. L’armée et la police sont retirées des rues de Manama, grâce aux pressions des États-Unis, hostiles à la répression violente, ou grâce à une grève générale qui a lieu le dimanche 20 février, pour revendiquer le retrait de l’armée des rues de Manama. Conformément à la loi, les syndicats n’ont pas appelé à la grève dans les secteurs vitaux (distribution d’eau, d'électricité), où la grève est interdite,.
La libération de 23 prisonniers politiques, le 23 février, ne fait pas diminuer la mobilisation, pas plus que la promesse d’un dialogue national sans restrictions (25 février) ou la grâce accordée à l’opposant en exil Hassan Maichamaa (26 février). Ce leader chiite en profite néanmoins pour rentrer.
Le 23 février, au rassemblement Pearl Roundabout de manifestants pro-démocratie, une étudiante de l'université de l'Institut d'enseignement de Bahreïn, Ayat Al-Qurmezi, lit un poème fustigeant les politiques du gouvernement bahreïnien. Le poème est largement partagé sur les réseaux sociaux, et cela a valu à l'étudiante et sa famille d'être victimes de harcèlement et de menaces de mort. Elle est arrêtée et torturée, et sa détention et les rumeurs de sa mort engendrent des protestations de militants chiites.
Le mouvement de jeunesse est rejoint progressivement par les organisations légales et illégales d’opposition au pouvoir. Ainsi, les dix-huit députés de l’opposition démissionnent le 27 février. Les six partis de l'opposition demandent l'élection d'une assemblée constituante le 3 mars, avec pour objectif une monarchie constitutionnelle, ou une république pour Hassan Machaimaa, chef du mouvement Haq et Abdelwahab Hussein, du mouvement Wafa. Le 7 mars, ils forment une Coalition pour la république.

## La suite

### Reprise en main du pouvoir
Le 13 mars, les manifestants tentent d’occuper l’université et le district financier,, et une nouvelle grève générale est lancée sans le soutien des dirigeants syndicaux. Cette grève serait suivie par plus de 70 % des travailleurs, notamment dans la compagnie aérienne Gulf Air, les services publics, la compagnie pétrolière BAPCO,.
La Chambre de commerce de Manama, qui auparavant jouait les intermédiaires entre opposition et gouvernement, pousse alors ce dernier à agir. Celui-ci fait appel au conseil de coopération du Golfe (CCG), qui fournit une aide de 10 milliards de dollars au Bahreïn et envoie 1 000, 1 200 ou 4 000 hommes (selon le général en chef saoudien) des troupes de la force commune du CCG,. Ces troupes entrent à Bahreïn par la chaussée du roi Fahd le 14 mars, et sont renforcées par 500 policiers émiratis, et des troupes qataries. Le jour de l'arrivée de ces troupes étrangères, la répression d'une manifestation par la police, renforcée de baltaguias armés de sabres et de clubs de golf, fait des dizaines de blessés.
Le pouvoir prend une série de mesures pour écraser l’opposition : le 15 mars, le roi Hamed ben Issa Al Khalifa proclame l’état d’urgence pour trois mois, l’interdiction des rassemblements et un couvre-feu partiel. La police tire et blesse plus de deux cents manifestants à Sitra et tue une personne. Le lendemain, les manifestants de la place de la Perle à Manama sont expulsés par la police, qui utilise des blindés et tire à la chevrotine. Au cours de l’assaut, trois manifestants et deux policiers sont tués ; des centaines de personnes sont blessées, et poursuivies par la police jusque dans les hôpitaux. Les personnels de santé qui tentaient de soigner les blessés dans la rue sont matraqués ou pris pour cibles par les tireurs. En réaction, le ministre de la Santé, Nizar Baharna, démissionne. Une autre manifestation a lieu devant l'ambassade de l'Arabie saoudite, pour protester contre l'intervention de l'armée saoudienne, alors que le syndicat unique et les partis de l'opposition appelaient, vers l'extérieur, à l'aide les pays étrangers, et à l'intérieur du pays, les manifestants à la résistance pacifique. Pour éviter toute reprise des manifestations, le couvre-feu est étendu de 16 h 00 à 4 heures du matin, mais cela n'empêche ni les manifestations dans les petites villes, ni le maintien de la grève générale. La Bourse de Bahreïn est fermée à partir du 16 mars,.
Dans la nuit, plusieurs opposants sont arrêtés, dont cinq militants de Haq, mouvement chiite interdit, dont Hassan Machaimaa et Abdeljalil Al-Singace, et un militant des droits de l’homme ; Ibrahim Charif, chef du parti laïc Waad, et des dizaines d'autres dissidents. Le procès de ces opposants est instruit par l'armée.
Durant la répression, à partir du 14 mars, des violences ont lieu contre les travailleurs émigrés, majoritairement pakistanais. Selon les témoins, il s'agit soit d’hommes masqués, des baltaguiyas accompagnés de policiers, soit de chebabs, de jeunes révolutionnaires qui s'en prennent aux membres d'une communauté réputée soutenir le roi et qui compte de nombreux policiers.
Le vendredi 18 mars, le monument de la Perle (une boule de béton enserrée entre six arches de 90 m de haut, au centre de la place de la Perle) est détruit, sur ordre du gouvernement, qui retire ainsi un symbole à la contestation. Un camp militaire est établi à proximité.
L’intervention des troupes du CCG, qui n’est normalement possible qu’en cas d’invasion étrangère, est justifiée par le « complot étranger » et la protection des infrastructures pétrolières, électriques et bancaires. La plupart des commentateurs y voient plutôt la crainte saoudienne de la mise en place d’un pouvoir chiite à ses portes, alors que l’est de l’Arabie saoudite concentre l’essentiel des populations chiites et des ressources pétrolières du pays,, (les premières manifestations saoudiennes datent du 10 mars). Les Saoudiens souhaitent également éviter un accroissement de l’influence iranienne.

### Maintien de la contestation de mars à mai
Les mouvements d’opposition ne renoncent cependant pas à contester le pouvoir royal. Le Wifaq appelle à manifester pacifiquement, pour le retrait des troupes étrangères et la libération des dirigeants de l’opposition arrêtés le 16 et le 17. Mais l’émir Hamed désigne la contestation comme un mouvement subversif mené de l’étranger, la disqualifiant par avance. La grève générale est arrêtée le 22 mars, avec la promesse du gouvernement de ne pas poursuivre les grévistes. L’opposition continue d’appeler à manifester « de chez soi » en scandant Allah Akbar le soir à heures fixes pour marquer le soutien à la révolution, et les manifestations se déplacent dans les villages chiites,. Mais même ces manifestations réduites sont durement réprimées à la grenade lacrymogène, dont les tirs sont guidés par hélicoptère ; les protestataires risquent tous arrestation et torture.
L’opposition demande à l’Iran de ne pas intervenir.
Le 31 mars, le blogueur Mahmoud al-Youssef est libéré de prison.
Depuis l’entrée des troupes du CCG dans le pays, la chaîne Al Jazeera, déjà moins impliquée dans le soutien à la révolution bahreïnienne, couvre de façon encore plus distante les évènements.
Le couvre-feu est levé le 2 juin, avec deux semaines d'anticipation. Cette mesure est un signal envoyé aux investisseurs et aux puissances étrangères, les tentatives de manifestations étant toujours dispersées par la police,.

### Les répressions
Dès le mois de mars, des cas d'arrestations ont été rapportés, notamment de personnels médicaux arrêtés alors qu’ils soignaient des manifestants blessés, parfois gravement, et d’autres cas de manifestants sortis d’ambulance pour être conduits dans un commissariat,. Depuis, le bilan des arrestations se monte à plusieurs centaines,, voire plus d’un millier selon les sources, et des dizaines de disparus. L’usage de la torture pendant les interrogatoires de police a fait au moins quatre morts et des blessés graves,. Des milices armées de haches et d’épées ont également directement attaqué et tué des manifestants et des militants.
Bien que les manifestations n’aient pas eu un caractère confessionnel, la répression est tournée quasi exclusivement vers les chiites, :
- des dizaines[79] de mosquées chiites sont détruites par les troupes saoudiennes[80],[81],[82] et des entreprises du BTP, certaines étant de véritables monuments historiques[79] :
- selon des organisations de défense des droits de l’homme, environ 2 000 fonctionnaires ou employés de diverses sociétés d’État ayant fait grève ou ayant manifesté sont licenciés. Des dizaines d’autres sont avertis[83],[84],[85]. Ces licenciements concernent plutôt les chiites selon plusieurs sources[28],[75],[81] (par exemple tous les employés licenciés de la compagnie pétrolière bahreïnienne, la Bapco, sont chiites, alors que 70 % de ses salariés sont sunnites[83]) ;
- le pouvoir menace de dissoudre les partis d’opposition chiites, avant de renoncer ;
- le gouvernement ferme le seul journal d’opposition, al-Wassat[6] ;
- de nombreuses associations professionnelles et syndicats sont fermés : la fédération générale des syndicats de Bahreïn (GFBTU)[86], l’association des enseignants de Bahreïn (AEB), le 6 avril, et son président et les cinq femmes membres de son conseil d’administration dont la vice-présidente Jalila al-Salman arrêtées[62] ; l’association médicale de Bahreïn est également dissoute le 6 avril[62] ;
- les personnels médicaux ayant soigné les manifestants blessés, directement sur le lieu des manifestations ou dans les hôpitaux, sont plus d’une centaine à avoir été arrêtés[52].

Le cas de Karim Fakhrawi attire l’attention internationale. Ce journaliste de 49 ans, membre fondateur du parti al-Wefaq, est arrêté début avril alors qu’il déposait une plainte contre une perquisition chez l’un de ses parents. Il est mort en détention le 12 avril d’une insuffisance rénale selon la police, mais de forts soupçons de torture si violente qu’elle aurait entraîné sa mort existent. L’Organisation non-gouvernementale de défense des droits de l’homme Human Rights Watch a demandé une enquête. Le 8 avril, des manifestations ont lieu dans le monde arabe (Égypte, Iran, Yémen, Irak, Liban, et Koweït) en solidarité avec les victimes de la répression.
Le 28 avril, un tribunal militaire bahreïnien a condamné à mort quatre manifestants accusés d’avoir tué deux policiers ; trois autres ont été condamnés à la prison à perpétuité. Plus de quatre cents autres manifestants sont en attente de leur procès.
Le 4 mai, Matar Ebrahim Matar et Jawad Fairuz, deux députés démissionnaires du parti al-Wefaq, sont arrêtés,. Le procès de vingt-et-un opposants considérés comme les leaders de l’opposition, est annoncé, pour complot visant à renverser la monarchie. Ce procès aura lieu devant une cour spéciale, et sept de ces prévenus seront jugés par contumace. Ils risquent la peine de mort, après avoir été torturés et jugés au cours de procès inéquitables.
Les procès des opposants, simples manifestants ou chefs de l’opposition, se poursuivent : le 22 juin, vingt-et-un d’entre eux sont condamnés au cours d’une audience qui dure une dizaine de minutes. Parmi eux, Abdulwahab Hussain et Hassan Machaima avaient appelé à l’instauration d’une république le 7 mars. Ils sont condamnés à la perpétuité, ainsi que cinq de leurs co-accusés, les autres écopant de peines allant de 2 à 15 ans de prison.
Le 7 novembre 2012, 31 militants ayant participé aux protestations de 2011, et acquittés par le tribunal d’exception, sont déchus de leur nationalité pour « atteinte à la sûreté de l’État ».

## Les réactions

### Réactions du gouvernement
Le roi de Bahreïn a déploré le mardi 15 février 2011 dans un discours télévisé, la mort de deux manifestants chiites lors des manifestations et annoncé la formation d'une commission d'enquête ministérielle. « Que tout le monde sache que nous avons chargé le vice-Premier ministre Jawad bin Salem al-Aarid », lui-même chiite, « de former une commission spéciale pour déterminer les raisons qui ont mené à ces incidents regrettables et que notre premier souci est la sécurité du pays et des citoyens », a-t-il ajouté.
Le 12 mai, le gouvernement annonce que les sièges des députés dont la démission a été acceptée seront pourvus lors d’élections qui auront lieu les 24 septembre et 1er octobre.

### Réactions internationales
L'Union européenne déplore les violences commises contre les manifestants et a appelé les autorités à autoriser les rassemblements pacifiques.
À l’inverse, Bahreïn est soutenu par ses alliés du conseil de coopération du Golfe (CCG), réuni le 17 février,, et qui envoient des troupes (au travers du Bouclier de la Péninsule, branche militaire du CCG) courant mars pour réprimer l'opposition. Cette intervention est un signe d’une rupture du mode ancien des relations entre l’Arabie saoudite et les États-Unis, la première ayant finalement plus d’influence dans cette crise que les seconds.

## Conséquences
La Fédération automobile de Bahreïn a décidé d'annuler les courses GP2 prévue dans le pays les 18 et 19 février. Le Grand Prix de Bahreïn qui devait ouvrir la saison de F1 le 13 mars est ajourné le 21 février par les organisateurs ; la fédération internationale de l'automobile fait plusieurs tentatives de conserver ce Grand Prix au calendrier 2011, en dépit de la répression, avant d’abandonner sous la pression des constructeurs automobiles, dont la logistique aurait été rendue plus difficile,.
Les agences de notation ont abaissé la note du royaume de A- à B+. Pour relancer l’économie, le gouvernement suspend la taxe mensuelle sur les étrangers qui travaillent pour six mois (coût de 50 millions d’euros) et le CCG a décidé de lui accorder une aide exceptionnelle d’un milliard de dollars.
L’intervention du CCG, tournée contre l’Iran, fait remonter les tensions internationales et communautaires dans le Golfe, avec notamment la fermeture de l’ambassade iranienne à Manama dès le 16 mars. Le 18, 700 Iraniens attaquent le consulat saoudien à Mashhad. Plusieurs experts considèrent toutefois que Bahreïn pourra difficilement se passer de réformes, l’alternative étant une radicalisation d’une partie de la population et une instabilité croissante de la région,,.

## Amorce d’une nouvelle contestation
Les manifestations n’avaient jamais complètement cessé, que ce soit dans la rue, par des cris coordonnés à l’heure de la prière, ou d’autres signes de protestation. Le 3 juin 2011, des centaines de manifestants parviennent à se rassembler, à nouveau, place de la Perle. Puis le 11 juin, une manifestation rassemble 10 000 personnes (4 000 selon le gouvernement). Aucune violence n’est à signaler du côté de la police ; d’un côté, le gouvernement joue l’apaisement en demandant la réintégration de 571 chiites licenciés depuis mars ; de l’autre, la poétesse Ayat al-Qurmezi est condamnée le 12 juin à un an de prison pour avoir publié des poèmes critiques de la monarchie, après avoir été torturée.
De nouvelles protestations ont lieu à l’annonce des condamnations d’opposants, le 22 juin : les rassemblements sont cependant dispersés par la police, mais les commerces gardent leur rideau baissé.
Le 1er juillet, alors qu’un dialogue de « réconciliation nationale » s’ouvre, l’éminent prédicateur cheik Isa Qassim appelle le gouvernement à ne pas tenter de marginaliser les chiites.
Des manifestations anti-gouvernementales ont eu lieu les 7 et 9 décembre ayant comme but de marcher vers la place de la Perle mais elles ont été dispersées par les forces de sécurité.